# Vildbjerg Skole
Vildbjerg Skole er en folkeskole i Vildbjerg, Herning Kommune. Skolen har ca. 578 elever fordelt på 29 klasser fra børnehaveklasse til 9. klasse. Skolen fungerer også som overbygning fra Nøvling Skole, Timring Skole og Kildebakkeskolen, der kun har klasser til 6. trin. Skolen har desuden tilknyttet en skolefritidsordning.
Skolen er opført i 2007 og er den første folkeskole i Danmark, der er opført i et offentligt-privat partnerskab.
Vildbjerg Skole har to elevråd - mellemrådet og "det store" elevråd. "Det store" elevråd har en formand og næstformand, som også deltager i bestyrelsesmøderne.